# Lætitia Sadier
Lætitia Sadier (6 de maig de 1968) és una música francesa, coneguda per haver sigut la cantant, teclista i principal lletrista del grup Stereolab. També va participar en l'últim LP de McCarthy, va ser la meitat del grup Monade, va posar la veu al To the end de Blur i moltes altres coses. Sadier ha publicat tres àlbums en solitari des de l'any 2010, The Trip, Silencio i Something Shines. És considerada una de les grans personalitats del pop modern.

## Discografia en solitari
- The Trip (Drag City, 2010)
- La Piscine – An Invitation by Lætitia Sadier to Keep On Swimming (12", Wool, 2011)
- Silencio (Drag City, 2012)
- Something Shines (Drag City, 2014)

### Amb Monade
- Socialisme ou barbarie (The Bedroom Recordings) (Duophonic, 2003)
- A Few Steps More (Too Pure, 2005)
- Monstre cosmic (Too Pure, 2008)